# 赤澤佳美
赤澤 佳美（あかざわ よしみ、9月18日 - ）は、日本のフリーアナウンサー。愛媛県出身。

## 来歴
川崎医療福祉大学在学中に岡山放送の番組でリポーターとして出演するようになったのをきっかけに、情報番組や岡山県の広報番組に出演するようになる。その後、中国放送の競輪情報番組『RINRINトライアングル』への出演をきっかけに競輪との関わりが始まる。現在は、四国地区と中国地区の競輪場を中心に中継番組で司会やインタビュアーをつとめるほか、イベントやラジオ番組への出演などの仕事をしている。

## 人物
- 大学時代はラクロス部に所属[3]。
- 中学校と高等学校の保健体育教員免許を保有している[2]。
- 番組の企画でトラックレースにチャレンジしたことがある。自転車競技未経験からのスタートだったが、岡山県の競輪選手やアマチュア選手からサポートを受けながらトレーニングを重ね、全日本実業団自転車競技西日本大会（現・JBCF西日本トラック）にエントリー。好成績をおさめたことで、その年の全日本実業団自転車競技選手権大会（現・JBCF全日本トラックチャンピオンシップ）にも出場も果たした[2]。

## 出演

### 現在の出演番組
- 競輪中継（SPEEDチャンネル）[4]
- 高松競輪 presents 競輪にい講座（FM香川『Passion Live〜情熱生放送〜WEEKEND SHUTTLE』の番組内）

### 過去の出演番組
- あいらぶカフェ（岡山放送）
- RINRINトライアングル（中国放送）